# Margaret Tumusiime
Margaret Tumusiime, född 20 juni 1962, är en ugandisk bågskytt. Hon deltog vid olympiska sommarspelen 2000.